# Miguel Blanco Múzquiz
Miguel Blanco Múzquiz (Monclova, Coahuila y Texas, 7 de septiembre de 1817 - México, D. F., 10 de abril de 1900) fue un abogado y militar mexicano. Fue secretario de Guerra y Marina con el presidente Benito Juárez, pues fue quien recibió el parte oficial de la batalla de Puebla. 
Era hijo de Víctor Blanco, exgobernador de Coahuila y Texas, y de María Josefa Múzquiz, Miguel Blanco realizó sus estudios básicos en su ciudad natal, a su vez que participó en las luchas contra los indios, y posteriormente se trasladó a la Ciudad de México donde obtuvo el título de abogado, sin embargo, su principal vocación fue la carrera militar, tomando las armas en 1847 para combatir la invasión de Estados Unidos, en la que dirigió a un grupo de norteños para repeler a los invasores en la Loma de los Indios, cerca de Monclova, en la que obtuvo el grado de coronel. 
En 1855 en unión a Santiago Vidaurri se alzó en armas secundando el Plan de Ayutla y debido a ello el presidente Juan Álvarez lo designó para el cargo de comandante militar de Mazatlán, Sinaloa. Posteriormente Vidaurri lo designó secretario de Gobierno para los asuntos de Coahuila.
Durante la Guerra de Reforma combatió en los estados San Luis Potosí, Zacatecas y Jalisco, apoyando con sus tropas a las fuerzas de Santos Degollado, el 11 de enero de 1858 fue ascendido a coronel y el 4 de junio del mismo año a general de brigada, en el mes de octubre intentó atacar la Ciudad de México pero fue rechazado retornando a Jalisco y Guanajuato. El 22 de diciembre de 1860 participó en la batalla de Calpulalpan en la que se dio el definitivo triunfo de los liberales sobre los conservadores.
Permaneció en el servicio activo del ejército y del 9 de febrero al 25 de junio de 1861 fejerció de gobernador del Distrito Federal, el 3 de julio del mismo año fue nombrado ministro interino de la Suprema Corte de Justicia de la Nación, y director de Fondos de Instrucción Pública, renunciando a dicho cargo el 15 de diciembre y el 3 de mayo de 1862 el presidente Benito Juárez lo nombró secretario de Guerra y Marina, en plena invasión del país por las fuerzas francesas, fue a él a quien el 5 de mayo del mismo año el general Ignacio Zaragoza dirigió su célebre parte de guerra con el resultado de la victoria mexicana en la Batalla de Puebla:

Puebla, Mayo 5 de 1862. – Puebla a las cinco y cuarenta y nueve minutos de la tarde – General Ministro de la Guerra – Las Armas del Supremo Gobierno se han cubierto de gloria; el enemigo ha hecho esfuerzos supremos por apoderarse del la plaza, que atacó por el oriente de izquierda y derecha durante tres horas; fue rechazado tres veces en completa dispersión y en estos momentos está formando su batalla fuerte de cuatro mil y pico de hombres, frente al cerro de Guadalupe, fuera de tiro. No lo bato como desearía, porque el Gobierno sabe que para ello no tengo fuerza bastante. Calculo la pérdida del enemigo, que llegó hasta los fosos de Guadalupe en su ataque, en 600 y 700 entre muertos y heridos; 400 habremos tenido nosotros.
Sírvase dar cuenta de este parte al Ciudadano Presidente de la República.
Libertad y Reforma. Cuartel General en el Campo de Batalla
General Ignacio Zaragoza.

Dejó el cargo de secretario de Guerra el 26 de mayo de 1863 y se retiró del servicio activo en el ejército a su hacienda de Chamal, Tamaulipas; no volvió al combate con las fuerzas republicanas hasta 1866, y en enero de 1867 se enfrentó a Miguel Miramón en San Jacinto, y en el sitio de Querétaro.
Tras la victoria republicana permaneció en el ejército hasta ser pasado a retiro por el presidente Sebastián Lerdo de Tejada, en 1877 al acceder a la presidencia Porfirio Díaz, volvió al servicio activo, pero en junio de ese mismo año fue designado ministro de la Suprema Corte de Justicia de la Nación, permaneciendo en el cargo hasta su fallecimiento el 10 de abril de 1900.
Estaba emparentado con el general Melchor Múzquiz, presidente de México y su sobrino-nieto sería el general revolucionario Lucio Blanco.[cita requerida]